# Delta Ethniki
La Delta Ethniki (in greco: Δ΄ Εθνική) era la quarta divisione del campionato greco di calcio. Fu fondata e disputata per la prima volta nella stagione 1982-1983 e venne organizzata regolarmente con gironi interregionali con criterio geografico. Fu disputata fino alla stagione 2012-2013, quando fu abolita.

## Storia
La Delta Ethniki viene fondata nel 1982 come quarto livello del campionato di calcio greco con dei gironi interregionali su base geografica.
Nella prima stagione, quella del 1982-1983, ci furono sette gironi con un totale di 137 squadre, fino al 1986-1987.
Dall'87-88 il numero di gironi cambiò spesso in pochi anni: ci furono 4 gironi, poi diventati 6, poi 10 e dopo ancora 12 e 8.
Dal 95-96 il numero di gironi fu più stabile: per 4 anni ci furono 6 gironi per poi passare a 4 nel 1999 e dal 2002 si passò alla formula che fino alla chiusura della Delta Ethniki fu scelta, quella dei 10 gironi.
In questa categoria hanno anche partecipato squadre che sono state anche in Serie A greca come l'Īraklīs, l'Atromītos, lo Iōnikos, l'Ethnikos Pireo, l'Apollōn Smyrnīs e molte altre.